# Thomas Dagworth, 1. Baron Dagworth

Wappen von Sir Thomas Dagworth

Thomas (de) Dagworth, 1. Baron Dagworth Kt (* 1276 in Bradwell Juxta Coggeshall in Essex; † 1350, 1352 oder 1359 bei Auray in der Bretagne) war ein englischer Ritter und Kommandant der englischen Streitkräfte der Bretagne im Hundertjährigen Krieg.

## Leben
Er war der jüngere Sohn des John de Dagworth (1216–1332), Usher of the Exchequer und Gutsherr von Dagworth in Suffolk und Bradwell in Essex.
1343 heiratete er Lady Eleanor de Bohun († 1363), Witwe des James Butler, 1. Earl of Ormonde, Tochter von Humphrey de Bohun, 4. Earl of Hereford und Prinzessin Elizabeth of Rhuddlan. Mit ihr hatte er einen Sohn, Sir Nicholas Dagworth († 1402), und eine Tochter, Alianore Dagworth, die 1362 Walter Fitzwalter, 4. Baron Fitzwalter, heiratete.
1346 führte Dagworth eine kleine englische Streitmacht zur Unterstützung von Graf Johann V. Anspruch auf das Herzogtum der Bretagne an. Johanns Anspruch auf die Bretagne wurde durch den englischen König unterstützt, während Herzog Karl von Blois Anspruch auf denselben vom französischen König bekräftigt wurde. Am 9. Juni 1346 wurde Dagworths Streitmacht vom zahlenmäßig überlegenen Heer Karls in der Schlacht von Saint-Pol-de-Léon angegriffen. Obwohl Dagworths Heer umzingelt war, gelang es jedoch mit Hilfe der englischen Langbogenschützen den Sieg davonzutragen.
Im nächsten Jahr in der Nacht vom 19. auf den 20. Juni 1347 errang Dagworth einen noch erstklassigeren Sieg in der Schlacht von La Roche-Derrien, als er Karl von Blois gefangen nahm.
Am 13. November 1347 und erneut am 14. Februar 1348 berief in König Eduard III. durch Writ of Summons ins House of Lords des englischen Parlaments. Nach modernem Verständnis wurde er dadurch als Baron Dagworth zum erblichen Peer erhoben.
1350 (nach anderen Angaben auch 1352 oder 1359) wurde Thomas Dagworth in einem Hinterhalt von unzufriedenen Bretonen getötet, die der englischen Herrschaft überdrüssig wurden.